# 戈尔内 (萨拉托夫州)
戈尔内（羅馬化：Gornyy）是俄罗斯萨拉托夫州的市级镇、该州红色游击队员区行政中心及规模最大聚居地。地处萨拉托夫州东部，位于伏尔加河流域大伊尔吉兹河一支流萨克马河（Сакма）畔，在州府萨拉托夫东偏北方。
建于1931年，1934年设市级镇。该地2022年人口有4,343人；2010年人口5,084；2002年人口7,098；1989年人口6,578。